# Melchor del Espíritu Santo
Melchor Rodríguez Villastrigo, o según su nombre de religión Melchor del Espíritu Santo (Laguna de Negrillos, León, 28 de enero de 1899 - Cuenca, 24 de septiembre de 1936), fue un sacerdote religioso trinitario; martirizado en 1936, en plena guerra civil española, y beatificado junto a otros 497 mártires de España el 28 de octubre de 2007 en Roma por el papa Benedicto XVI.

## Biografía
Melchor Rodríguez nació en Laguna de Negrillos, municipio de la provincia de León, el 28 de enero de 1899, en el seno de una familia devota cristiana. Se caracterizó por su amor a la Iglesia, llegando a ser sacristán de su pueblo.
Melchor Rodríguez tomó el hábito trinitario en el Santuario de la Bien Aparecida (Ampuero, Cantabria) el 11 de diciembre de 1917, donde el 14 de diciembre del año siguiente hizo su profesión simple, tomando el nombre de Melchor del Espíritu Santo. En la casa de la Trinidad de Córdoba cursó los estudios de filosofía entre 1918 y 1920; y los de teología entre 1920 y 1924. En esa misma casa hizo su profesión solemne el 1 de enero de 1922.
Melchor del Espíritu Santo se ordenó sacerdote el 20 de enero de 1924 en la casa de la Trinidad de Valladolid. Fue nombrado profesor del colegio de los trinitarios de Alcázar, y superior de la misma casa entre 1933 y 1936. En 1936 fue trasladado a la casa de Belmonte (Cuenca), donde fue superior de esta hasta su muerte. Se dedicó a la instrucción de los hijos de los trabajadores hasta el día de su detención, unos 60 niños.

## Martirio y culto
Cuando Belmonte fue ocupado por los milicianos del bando republicano, Melchor hizo que el maestro de estudiantes de los trinitarios escondiera a los religiosos entre las familias del pueblo, pero él no abandonó el convento y permaneció allí con tres de sus hermanos de hábito, Luis de San Miguel de los Santos, Santiago de Jesús y Juan de la Virgen del Castellar. Los cuatro religiosos fueron apresados y encarcelados el 29 de julio de 1936 y fusilados en la madrugada del 24 de septiembre del mismo año, junto a la tapia del cementerio de Cuenca.
Sus restos, junto con el de sus tres compañeros, se veneran en la parroquia de San Juan de Mata de los religiosos trinitarios de Alcorcón.